# Spit Out the Bone
«Spit Out the Bone» (укр. Виплюнь кість) — пісня американського рок-гурту Metallica, що вийшла 2017 року. П'ятий сингл з альбому Hardwired…To Self-Destruct.
«Spit Out the Bone» стала завершальною піснею з альбому рок-гурту Metallica Hardwired… to Self-Destruct. Назва «Виплюнь кість» запозичена з пісні «Passenger on the Menu» британського панк-рок-гурту GBH, в якій розповідається про авіакатастрофу 1972 року в Андах, де члени екіпажу були змушені їсти тіла загиблих, щоб вижити. Зміст пісні Metallica був дещо іншим. Джеймс Гетфілд хотів показати залежність людства від сучасних технологій, коли люди спілкуються один з одним мобільними телефонами: «Це позбавлення від людського елементу. Бо техніка набагато ефективніша… Ми хочемо, щоб все було швидше, ми хочемо зручності технологій. Але коли саме зручність переходить у залежність, і чи вона нам потрібна, бо інакше ми не знатимемо, що робити?» Пісня вийшла дуже довгою, містила багато частин та переходів, її структура нагадувала пісні хеві-металічних гуртів початку 1980-х років, на кшталт Mercyful Fate, і врешті решт її тривалість скоротили на декілька хвилин. 
Як і на решту композицій з альбому, на неї було знято відеокліп. Режисер Філ Муччі, відомий співпрацею з Korn та Opeth, показав історію, яка відбувається у постапокаліптичному світі, де люди намагаються залишитися в живих, бо за ними полюють інопланетні кораблі.
«Spit Out the Bone» довго не виконувалася наживо. Альбом Hardwired… to Self-Destruct вийшов в листопаді 2016 року, а пісню вперше було зіграно на концерті майже за рік, 24 жовтня 2017 року в Лондоні. 14 листопада 2017 року скорочена версія «Spit Out the Bone» (англ. Radio Edit) вийшла окремим синглом. 